# Utrdba Dorchester Heights
Utrdba Dorchester Heightsa je bila odločilna akcija na začetku ameriške osamosvojitvene vojne, ki je pospešila konec obleganja Bostona in umik britanskih čet iz tega mesta.
4. marca 1776 so čete celinske armade pod poveljstvom Georgea Washingtona zasedle Dorchester Heights, vrsto nizkih hribov z impresivnim razgledom na Boston in njegovo pristanišče ter tam namestile močne topove, katere je po skoraj čudežnem transportu pripeljal polkovnik Henry Knox, ki so ogrožali mesto in ladje mornarice v pristanišču. General William Howe, 5. vikont Howe, poveljnik britanskih sil, ki so zasedle Boston, je načrtoval napad, da bi jih izrinil. Vendar je snežna nevihta preprečila izvedbo, zato se je Howe namesto tega umaknil. Britanske sile in lojalisti, ki so med obleganjem mesta pobegnili v mesto, so 17. marca evakuirali mesto in odpluli v Halifax v Novi Škotski.